# Ursula Herion

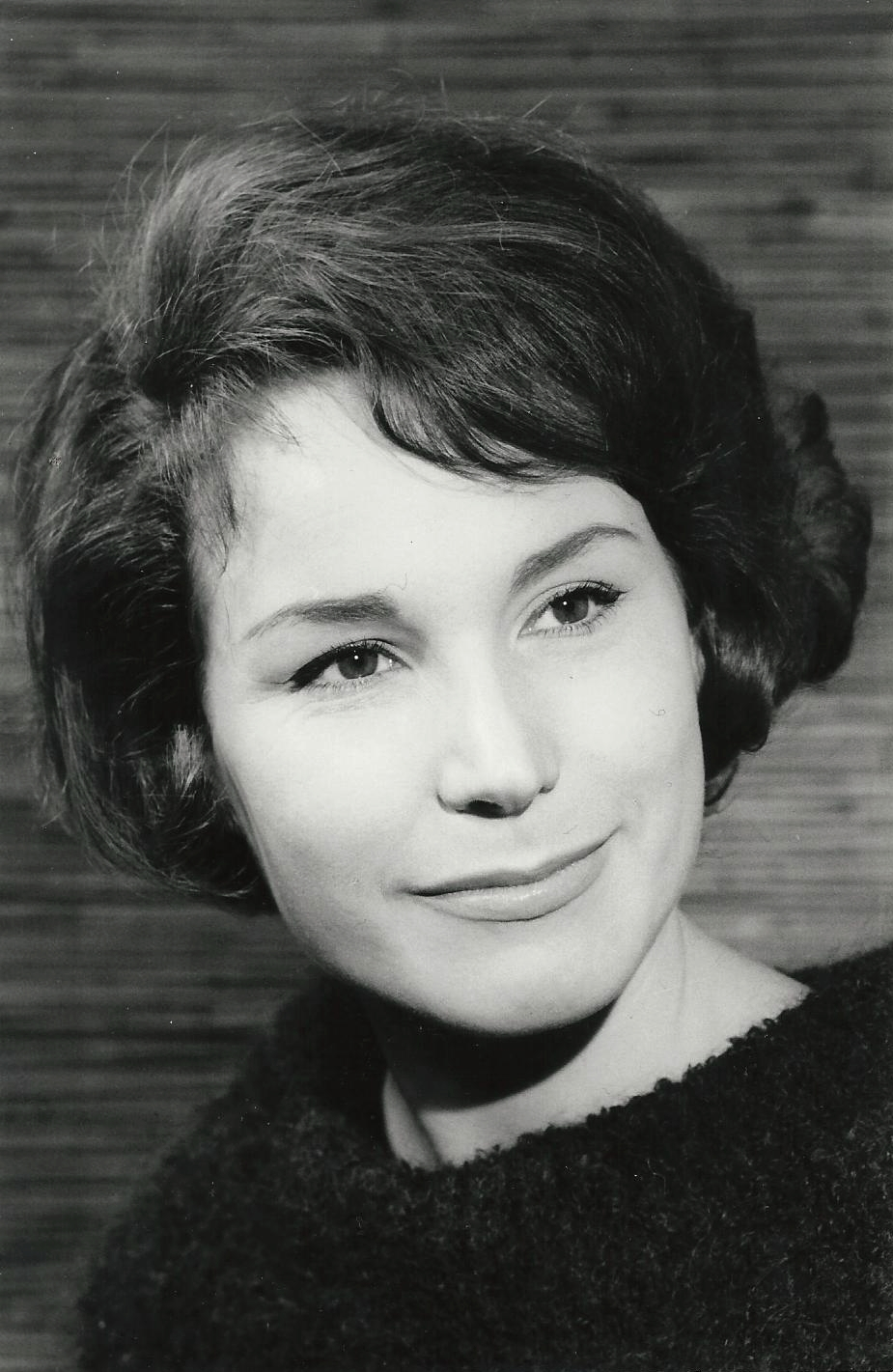
Ursula Herion in den 1960er Jahren

Ursula Herion (* 13. Januar 1938 in Berlin; † 20. Juli 1970 in München) war eine deutsche Schauspielerin und Hörspielsprecherin.

## Leben
Ursula Herion, die zuvor schon in zwei Kinofilmen mitgewirkt hatte, begann ihre Bühnenlaufbahn in der Spielzeit 1958/59 am Staatstheater Braunschweig, wo sie auch in der Spielzeit 1959/60 im Ensemble blieb.
Ab Oktober 1958 spielte sie am Staatstheater Braunschweig die Doppelrolle Shen Te/Shui Ta in Bertolt Brechts Schauspiel Der gute Mensch von Sezuan und die Miranda in William Shakespeares Spätwerk Der Sturm.
In der Spielzeit 1961/62 war sie am „Theater der Jugend“ in München engagiert. Im Dezember 1961 spielte sie beim „Volkstheater im Sonnenhof“ die Kathi in einer Neuinszenierung der Nestroy-Posse Der Zerrissene.
In der Spielzeit 1963/64 war sie am Nationaltheater Mannheim engagiert.
Mitte der 50er Jahre spielte Herion in zwei Kinofilmen mit. 1955 spielte sie als vaterlos aufwachsendes, aber fröhliches Mädchen „Rosenrot“ eine der beiden Titelrollen in der Märchenverfilmung Schneeweißchen und Rosenrot. In dem 1955 gedrehten Arztmelodram Ich suche Dich, bei dem O. W. Fischer als Darsteller, Regisseur, Drehbuchautor und Produzent fungierte, verkörperte Herion die junge Jenny. Der Film kam 1956, nach zahlreichen Änderungen und einer zunächst finanziell nicht abgesicherten Produktion, in die Kinos.
1958 übernahm sie die Titelrolle der jungen Marseiller Schönheit Fanny in einer Fernsehspielproduktion des SWF, einer Verfilmung des gleichnamigen Theaterstücks Fanny von Marcel Pagnol.
In den 1960er Jahren wirkte Herion in zahlreichen Fernsehproduktionen des Bayerischen Rundfunks mit. Sie verkörperte nun hauptsächlich das Rollenfach der jugendlichen Volksschauspielerin. Sie war in mehreren Aufzeichnungen der Fernsehreihe Der Komödienstadel zu sehen. Dort übernahm sie das Rollenfach der jugendlichen Liebhaberin ebenso wie Rollen, die in das Rollenfach der Salondame gingen.
1963 spielte sie in einer Komödienstadel-Produktion eine falsche ungarische Gräfin in dem Volksstück Der Schusternazi von Ludwig Thoma. 1964 war sie die Brigitte, die junge hübsche Tochter von Michl Lang, in dem Volksstück Die Tochter des Bombardon. 1969 war sie als Afra die hübsche Tochter des Bürgermeisters, gespielt von Alexander Golling. Außerdem wirkte sie 1969 in mehreren Folgen der Fernsehserie Königlich Bayerisches Amtsgericht mit, unter anderem als attraktive Kaufmannswitwe und als junge Bäuerin Wimmerin. Ihre letzte Rolle war 1970 die Tochter der Mühlenwirtin in dem Volksstück Alles für die Katz aus dem Komödienstadel.
Ab Mitte der 1950er Jahre war sie als Hörspielsprecherin beim Bayerischen Rundfunk tätig. So konnte man sie beispielsweise 1956 als Tochter Ulla des Ehepaars Naumann, gesprochen von Dieter Borsche und Winnie Markus, in dem Stück Vater kauft ein Auto von Christian Bock erleben. In den 1960er Jahren wirkte sie auch in mehreren Stücken, des auch im Hörfunk produzierten Komödienstadels mit.

## Persönliches
Sie war mit dem Schauspieler und Regisseur Olf Fischer verheiratet, der auch in mehreren Filmen und Fernsehinszenierungen, bei denen Herion mitwirkte, Regie führte. Ursula Herion starb am 20. Juli 1970 im Alter von 32 Jahren in München durch Suizid. Das Motiv für ihren Freitod ist nicht bekannt. Auf dem Obermenzinger Friedhof in München (Grab Nr. 32-1-52) wurden sie und ihr 1998 verstorbener Ehemann beigesetzt. Ihre Tochter Julia Fischer ist ebenfalls Schauspielerin.

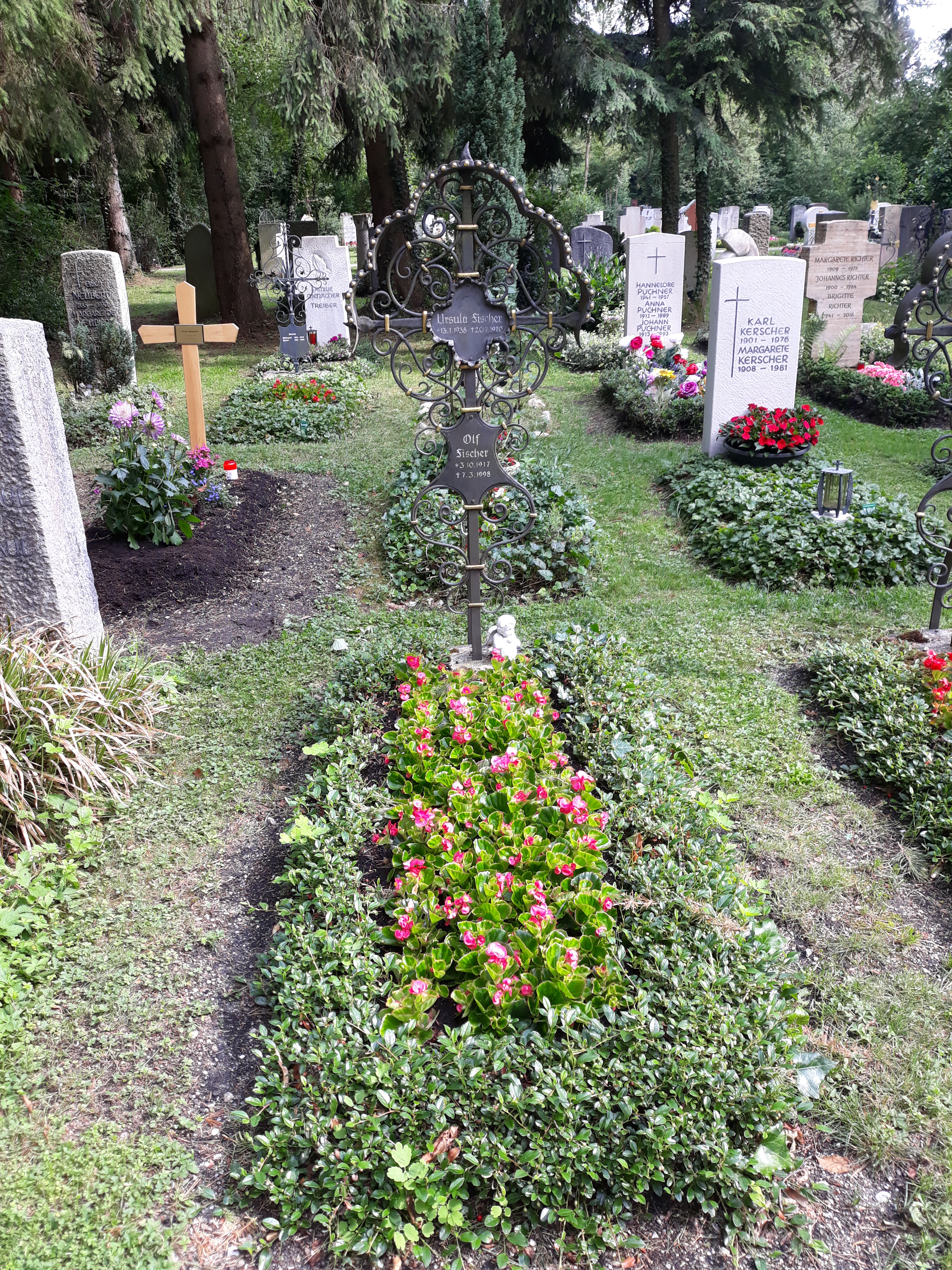
Das Grab von Ursula Herion (unter ihrem bürgerlichen Namen Fischer) und ihres Ehemannes Olf Fischer auf dem Friedhof Obermenzing in München.

## Filmografie
- 1955: Schneeweißchen und Rosenrot
- 1956: Ich suche Dich
- 1963: Der Komödienstadel: Der Schusternazi (Fernsehen)
- 1964: Der Komödienstadel: Die Tochter des Bombardon (Fernsehen)
- 1967: Der Komödienstadel: Krach um Jolanthe (Fernsehen)
- 1968: Der gemütliche Samstagabend (Fernsehshow) (1 Folge)
- 1969: Der Komödienstadel: Das Wunder des heiligen Florian (Fernsehen)
- 1969: Königlich Bayerisches Amtsgericht (4 Folgen)
- 1969: Der Attentäter (Fernsehfilm)
- 1970: Die seltsamen Methoden des Franz Josef Wanninger: Die Traumreise (1 Folge)
- 1970: Der Komödienstadel: Alles für die Katz (Fernsehen)
- 1971: Merkwürdige Geschichten: Ein Wink des Schicksals (1 Folge)
- 1971: Toni und Veronika: Das Gipfeltreffen (1 Folge)

## Hörspiele
Der produzierende Sender war, wenn nicht anders angegeben, der Bayerische Rundfunk.
- 1956: Christian Bock: Vater kauft ein Auto (Ulla) – Regie: Heinz-Günter Stamm
- 1956: Gerda Corbett: Eine wahre Geschichte (Maxi) – Regie: Heinz-Günter Stamm
- 1956: Hans Rothe: Zwischen Erde und Himmel (Mädchen) – Regie: Heinz-Günter Stamm
- 1962: Der Komödienstadel (Drei Einakter): Hela von Trotha: Das Rattengift, Maximilian Vitus: Der bayerische Picasso, F. L. John: Die Entwöhnungskur (Hilde, beider Tochter) – Regie: Olf Fischer
- 1962: Der Komödienstadel (Drei Einakter): Josef Mooshofer: Die Nagelschuh, Wilhelm Michael Riegel: Der Malerwaschl, Maximilian Vitus: Schusterpech und Schwammerlglück (Evi) – Regie: Olf Fischer
- 1963: Der Komödienstadel (Drei Einakter): Paula Polzschuster: Die Meistersänger von Schwartling, Franz Schaurer: Die verlogene Stasi, Hans Gruber: Späte Entdeckung (Die Magd Vevi) – Regie: Olf Fischer
- 1965: Der Komödienstadel: Carl Borro Schwerla: Graf Schorschi (Bertl Schrumm, seine Tochter) – Regie: Olf Fischer
- 1966: Arthur Conan Doyle: Sherlock Holmes (11. Folge: Das Verschwinden der Lady Carfax) – Regie: Wilm ten Haaf (SR)
- 1966: Der Komödienstadel: Max Neal: Das sündige Dorf (Vevi, seine Tochter) – Liedtexte, Bearbeitung und Regie: Olf Fischer
- 1967: Der Komödienstadel: Maximilian Vitus, Oskar Weber: Alles in Ordnung (Christl Angerer) – Bearbeitung und Regie: Olf Fischer
- 1968: Ludwig Thoma: Andreas Vöst – Bayerische Szene – Bearbeitung und Regie: Edmund Steinberger
- 1968: Der Komödienstadel: Adele Meyer-Kaufmann, Oskar Weber: Das Wunder des heiligen Florian (Afra Scharrer, seine Tochter) – Bearbeitung und Regie: Olf Fischer
- 1969: Bayerische Szene: Hans Obermayr: Der Tausch (Edith Höflmeier, Braut) – Bearbeitung und Regie: Hellmuth Kirchammer
- 1969: John P. Wynn: Ihr Urteil, bitte! (3. Staffel: 3. Folge: Einen Millionär zum Mann) (Frau Langen) – Regie: Fritz Benscher
- 1970: Bayerische Szene: Eduard König: Zwischenbilanz (Renate, Inges Kollegin) – Regie: Edmund Steinberger
- 1970: Der Komödienstadel: August Hinrichs: Alles für die Katz. Ländliches Spiel (Ursula, Tochter der Mühlenwirtin) – Regie: Olf Fischer
- 1972: Der Komödienstadel: Maximilian Vitus, Oskar Weber: Die drei Eisbären – Bearbeitung und Regie: Olf Fischer
  - Anmerkung: Das Hörspiel wurde vom BR bereits 1969 produziert.

## Theater
- 1958: Der Sturm – Regie: Helmut Geng (Staatstheater Braunschweig)
- 1958: Der gute Mensch von Sezuan – Regie: Wilhelm List-Diehl  (Württembergische Landesbühne Esslingen)
- 1958/59: Der gute Mensch von Sezuan – Regie: Wilhelm List-Diehl (Staatstheater Braunschweig)
- 1959: Der Vogelhändler – Regie: Peter Steinbach (Staatstheater Braunschweig)
- 1961: Der eingebildete Kranke – Regie: Eduard Loibner (Volkstheater im Sonnenhof)
- 1961: Der Zerrissene – Regie: ? (Volkstheater im Sonnenhof)